# Ernest Joyce

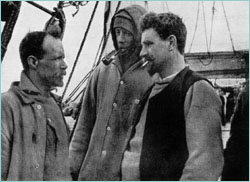
Joyce (rechts) mit Wild (links) und vermutlich Dick Richards auf der Aurora

Ernest Edward Mills Joyce (* 22. Dezember 1875 in Bognor Regis, Sussex, England; † 2. Mai 1940 in London) war ein Seemann der Royal Navy und ein Antarktisforscher, der während des „Heldenzeitalters“ der Antarktisforschung Anfang des 20. Jahrhunderts an drei Expeditionen teilnahm. Während einer kurzen Zeit wurde er auch mit einer vierten in Verbindung gebracht.
Obwohl er von Historikern meistens mit Verständnis betrachtet wurde und sein Mut, seine Entschlossenheit und seine Führungsqualitäten in extremis allgemein anerkannt sind, ist Ernest Joyce eine umstrittene Persönlichkeit, die sowohl gegnerische als auch positive Kommentare auf sich gezogen hat. Zusätzlich zu Fragen wie seiner Einstellung gegenüber finanzieller Entschädigung oder seiner geheimnisvollen Abreise von der Mawson-Expedition wurde die Genauigkeit und Neutralität seiner Tagebücher angezweifelt. Sein auf diesen Tagebüchern basiertes Buch und seine anderen Schriften wurden als selbstsüchtig und zusammengereimt verurteilt. Roland Huntford beschrieb Joyce als eine „seltsame Mischung aus Hochstapelei, Angeberei und Befähigung“ („… a strange mixture of fraud, flamboyance and ability“).

## Frühe Jahre
Joyce wurde 1875 in Bognor in England geboren. Nachdem er in früher Kindheit verwaiste, absolvierte er die Royal Hospital School for Orphans, bevor er 1891 in die Navy eintrat. Bei seinem dritten Vornamen „Mills“ könnte es sich um eine spätere Hinzufügung des Geburtsnamens seiner Mutter handeln.

## Expeditionen
| Jahre     | Expedition                           | Kommandant          | Schiff        |
| --------- | ------------------------------------ | ------------------- | ------------- |
| 1901–1904 | Discovery-Expedition                 | Robert Falcon Scott | RRS Discovery |
| 1907–1909 | Nimrod-Expedition                    | Ernest Shackleton   | Nimrod        |
| 1914–1917 | Expedition Endurance: Ross Sea Party | Aeneas Mackintosh   | SY Aurora     |

### Discovery-Expedition 1901–1904
Joyce diente als Vollmatrose an Bord der HMS Gibraltar, stationiert in Kapstadt, als er im Oktober 1901 die Gelegenheit ergriff, zu Robert Falcon Scotts erster Antarktisexpedition zu wechseln. Eher ein Besatzungsmitglied des Schiffes als Mitglied der Küstenmannschaft, erwartete er nicht, im Eis zu bleiben, doch als die RRS Discovery einfror, blieb er gezwungenerweise und gewann erste Erfahrungen mit Schlitten und Hunden. Unter seinen Kameraden waren Ernest Shackleton, auf den er einen guten Eindruck machte, und Frank Wild, der auf einer späteren Reise ein enger Gefährte wurde und mit dem er auf dieser ersten Expedition die niedriger gelegenen Hänge des bis dahin unbestiegenen Mount Erebus erforschte. Nach dem Ende der Expedition kehrte er zurück zur Navy und wurde zum Bootsmann befördert.

### Nimrod-Expedition 1907–1909
Shackleton rekrutierte Joyce für die Nimrod-Expedition, um sich um normale Waren, Schlitten und Hunde zu kümmern. Um teilnehmen zu können, zahlte Joyce der Navy eine Ablöse und behauptete später, dass Shackleton ihm versprochen hätte, ihm dafür Kompensation zu zahlen, dies aber nicht getan hätte. Vor der Abfahrt nahm Joyce gemeinsam mit Frank Wild, der ebenfalls angeheuert hatte, einen Druck-Crashkurs, damit eine antarktische Zeitung produziert werden konnte. Shackleton, Joyce und Wild waren die einzigen Mitglieder der Expedition mit vorhergehender Antarktiserfahrung.
Joyce’ Hauptbeschäftigungen während der ersten Monate nach der Landung am Kap Royds auf der Ross-Insel waren, sich um die Hunde zu kümmern und auf der Oberfläche der Ross-Schelfeistafel Schlitten zu fahren. Gemeinsam mit Wild druckte er Kopien des Expeditionsmagazins, der Aurora Australis. Shackleton wollte Joyce in seine Gruppe aufnehmen, die in Richtung Südpol marschieren würde, doch dem Rat des Expeditionsarztes Eric Marshall folgend wurde er zum Verantwortlichen der Unterstützungsgruppe ernannt. Marshall fand Hinweise auf eine körperliche Verkümmerung und beschrieb Joyce auch als unintelligent, nachtragend und unverträglich. Joyce’ Unterstützungsgruppe begleitete die Polargruppe auf dem Marsch in Richtung Süden bis zum Minna Bluff, und in den folgenden Monaten überwachte er die Einrichtung weiterer Depots auf dem Eis, um die Rückreise der Polargruppe zu unterstützen.
Shackleton und seine Männer kehrten am letztmöglichen Abfahrtsdatum der Nimrod zurück, nachdem sie einen neuen Südrekord auf 88° 23′ S, 162° 0′ O aufgestellt hatten, etwa 160 Kilometer entfernt von Südpol. Joyce war bereit gewesen, das Schiff abfahren zu lassen, um auf die Männer zu warten oder ihr Schicksal festzustellen. Die Nimrod erreichte schließlich im September 1909 London und wurde unter Joyce’ Leitung in eine schwimmende Ausstellung von Polar-Artefakten umfunktioniert; die Einnahmen gingen an Wohltätigkeitsorganisationen. Danach hielt Joyce, jetzt ohne regelmäßig bezahlte Anstellung, Ausschau nach einer weiteren Expedition.

### Mawsons Expedition 1911
Die Rivalität zwischen Shackleton und Scott bedeutete, dass weder Joyce noch Wild zu Scotts Terra-Nova-Expedition eingeladen wurden, da beide „Shackletons Männer“ waren. Anstelle dessen schlossen sie sich der Australasiatischen Antarktisexpedition an, einer wissenschaftlichen Expedition unter Douglas Mawson, einem australischen Geologen, der mit auf der Nimrod gewesen war. Mawson würde in einem anderen Sektor der Antarktis arbeiten als Scott und hatte keine Ambitionen hinsichtlich des Pols. Joyce fuhr nach Dänemark, um Hunde für Mawson zu bekommen und reiste dann mit diesen nach Tasmanien, wo er aus ungeklärten Gründen die Expedition verließ. Riffenbaugh schreibt, dass er weggeschickt wurde, führt aber keine Beweise an. Wie auch immer die Umstände waren, Joyce blieb jedenfalls in Australien und erhielt Arbeit im Hafen von Sydney.

### Expedition Endurance 1914–1917

#### Ross Sea Party
Als Shackleton seine ersten Pläne für eine Durchquerung der Antarktis machte, könnte er darüber nachgedacht haben, Joyce in die Hauptgruppe im Weddell-Meer aufzunehmen. Jedenfalls wurde Joyce schließlich in die unterstützende Ross Sea Party eingeteilt, die unter dem Kommando eines weiteren Nimrod-Veteranen, Aeneas Mackintosh, mit der Aurora zu Scotts alter Basis am Kap Evans fahren und von dort aus Depots über das Ross-Schelfeis legen sollte, um Shackletons transkontinentalen Marsch zu unterstützen. Joyce behauptete, dass sein Auftrag von Shackleton ihm die Kontrolle über sämtliche Schlitten-Aktivitäten gab. Dies wurde von Mackintosh entschieden abgelehnt, war aber die Ursache späterer Differenzen.

#### Schwere Rückschläge
Die Abfahrt der Aurora aus Australien war verspätet, und sie kam erst am 16. Januar 1915 vor Kap Evans an – sehr spät in der Saison, um noch Depots anzulegen. Mackintosh bestand dennoch darauf, dass Güter ohne weiteres Warten auf 80° S deponiert werden sollten. Joyce wehrte sich dagegen; er wollte mehr Zeit, um die Männer und Hunde an die Umstände zu gewöhnen und zu trainieren, was von Mackintosh jedoch verworfen wurde. Sie erreichten die geforderte Breite rechtzeitig und deponierten die Waren, doch die Männer und Hunde waren abgekämpft. Auf der Rückreise, während der schlechtes Wetter herrschte, starben alle Hunde, die sie mit sich führten und die Männer kehrten im März erschöpft und mit ernsten Erfrierungen zurück nach Hut Point, einem Lager einige Kilometer südlich von Kap Evans. Als Joyce und Mackintosh im Juni schließlich nach Kap Evans zurückkehrten, fanden sie heraus, dass die Aurora in einem Sturm mit dem Großteil der Waren und Ausrüstung aus der Verankerung gerissen worden war und manövrierunfähig, da im Packeis festsitzend, aufs Meer hinausgetrieben worden war. Das Überleben der gestrandeten Männer von der Küstengruppe und jegliche Hoffnung, ihre Pflichten bei der Depotanlage zu erfüllen, hing jetzt von ihrem Einfallsreichtum und ihrer Improvisation ab. Joyce, Ernest Wild (der Bruder von Frank Wild) und andere bedienten sich an den von Scotts Terra-Nova-Expedition zurückgelassenen Ausrüstungsgegenständen, mit denen und mit erlegten Robben sie Kleidung, Nahrung, Ausrüstung und Heizöl improvisieren konnten, um im Sommer die verbleibenden Depots anzulegen.

#### Die Reise zur Depotanlage
Im September 1915 brach eine Gruppe mit vier gesunden Hunden und mit neun zu wenig trainierten und halbgesunden Männern in primitiver Kleidung und mit improvisierter Ausrüstung auf. Bevor der Marsch nach Süden – mit der Rückfahrt eine Distanz von über 1200 Kilometern – beginnen konnte, mussten zunächst etwa 2250 kg Güter zu einem Basislager am Minna Bluff transportiert werden. Diese Phase dauerte bis zum 28. Dezember 1915, wobei die Differenzen zwischen Joyce und Mackintosh wieder wuchsen, diesmal wegen der Methoden, vor allem wegen des Gebrauchs der Hunde. Schwächere Mitglieder der Gruppe – Arnold Spencer-Smith und Mackintosh selbst – zeigten bereits Anzeichen eines Zusammenbruchs, als die durch den Ausfall eines Primuskochers auf sechs Mann reduzierte Gruppe von Erfrierungen, Schneeblindheit und auch Skorbut geplagt nach Süden vorrückte. Spencer-Smith brach zusammen und musste auf dem Schlitten weitertransportiert werden. Mackintosh, der kaum noch gehen konnte, kämpfte sich weiter voran, doch als das letzte Depot am Beardmore-Gletscher bei 83° 30′ S angelegt wurde, kollabierte auch er und die Führung ging einstimmig an Joyce über. Der Rückweg nach Norden war eine lange, harte Reise, die Spencer-Smith das Leben kosten und die anderen bis an die Grenzen ihrer Ausdauer führen sollte, bevor Joyce die Gruppe trotz schwerer Schneeblindheit am 18. März 1916 schließlich vom Eis in die Sicherheit des Hut Point führte.

#### Rettung
In einer relativ kurzen Zeit erholten sich die Überlebenden mithilfe einer Robbenfleischernährung weit genug, um zu überlegen, wann die letzten 24 Kilometer über das Packeis nach Kap Evans in Angriff genommen werden konnten. Mackintosh war besonders ungeduldig, ans Ziel zu gelangen, und am 8. Mai entschied er sich gegen den dringenden Rat von Joyce, Richard W. Richards und Ernest Wild, das Risiko einzugehen. Victor Hayward erklärte sich bereit, ihn zu begleiten. Kurz nach ihrem Abmarsch kam ein Schneesturm auf und die beiden wurden nie wieder gesehen – entweder wurden sie aufs Meer hinaus getragen oder brachen durch das Eis. Die anderen erreichten Kap Evans im Juli. Joyce’ akute Schneeblindheit beschränkte in den folgenden Monaten die Arbeit, die er verrichten konnte, und er verbrachte einige Zeit alleine in der Hütte am Kap Royds. In der Abwesenheit des Schiffs lebten die übrigen Überlebenden ruhig bis zum 10. Januar 1917, als die Aurora mit Shackleton zurückkam, um sie nach Hause zu bringen. Sie erfuhren jetzt, dass ihre Depotanlage-Anstrengungen nutzlos gewesen waren, da Shackletons Schiff beinahe zwei Jahre zuvor vom Packeis zerdrückt worden war, bevor er die Kontinentaldurchquerung in Angriff nehmen konnte.

## Späteres Leben
Nach seiner Rückkehr nach Neuseeland wurde Joyce wegen seiner Schneeblindheit ins Krankenhaus gebracht, und seinem eigenen Bericht nach musste er in den nächsten 18 Monaten eine dunkle Brille tragen. In dieser Zeit heiratete er Beatrice Curtlett aus Christchurch. Er war jetzt vermutlich nicht mehr für weitere Arbeit in den Polargebieten geeignet, obwohl er 1918 erfolglos versuchte, wieder in die Navy einzutreten. 1920, nach einer Zeit, in der er in Australien arbeitete, heuerte er bei einer neuen Antarktisexpedition an, die von John Cope von der Ross Sea Party geleitet werden sollte, doch die Unternehmung schlug fehl. Er hielt weiterhin seine Ansprüche auf finanzielle Entschädigung von Shackleton aufrecht, was zu einem Bruch führte, und wurde nicht eingeladen, an Shackletons Expedition Quest teilzunehmen, die 1921 begann. Er bewarb sich für die britische Mount-Everest-Expedition von 1921/22, wurde aber abgelehnt. 1923 wurde er für seine lebensrettenden Anstrengungen auf dem Eis von 1916 mit der Albert Medal ausgezeichnet. Richards erhielt dieselbe Ehrung, wie auch posthum Hayward und Ernest Wild, der im Ersten Weltkrieg gefallen war. 1929 veröffentlichte Joyce eine umstrittene Ausgabe seiner Tagebücher unter dem Titel The South Polar Trail, die als „egregiously self-serving“ („unerhört selbstsüchtig“) beschrieben wurde. Danach frönte er verschiedenen unvollkommenen Plänen für weitere Expeditionen und schrieb zahlreiche auf seinen Taten basierende Artikel und Geschichten, bevor er sich schließlich in ein ruhiges Leben als Hoteldiener in London zurückzog. Er starb 1940 im Alter von 65 Jahren einen natürlichen Tod. Bickel behauptet, dass Joyce über achtzig wurde und die erste Durchquerung der Antarktis von Fuchs und seinen Männern noch erlebte, doch es gibt keine weiteren Quellen, die diese Behauptung unterstützen. Joyce zu Ehren tragen in der Antarktis der Joyce-Gletscher, der Lake Joyce und Mount Joyce seinen Namen.

## Joyce der Märchenonkel
Polarhistoriker haben oft darauf hingewiesen, dass Joyce’ Versionen der Geschehnisse nicht immer verlässlich sind und manchmal zu purer Erfindung tendieren. In The Lost Men hat Kelly Tyler-Lewis sich dafür entschieden, Joyce’ „fabulism“ („Schwindelei“) zu betonen, und zitiert spezifische Beispiele, etwa seine Eigenbenennung als „Kapitän“ nach der Expedition Endurance, seine erlogene Behauptung, das Grab von Scott, Wilson und Bowers auf dem Ross-Schelfeis gesehen zu haben, seine Falschdarstellung seiner Anweisungen von Shackleton betreffend seiner Rolle mit den Schlitten (diese Anweisungen machten klar, dass er kein eigenes Kommando besaß), seine Behauptung, ihm sei ein Platz in der transkontinentalen Gruppe angeboten worden, nachdem Shackleton klargemacht hatte, dass er ihn nicht wolle, oder seine Gewohnheit, in seinem späten Leben anonym an die Presse zu schreiben und „den berühmten Polarforscher Ernest Mills Joyce“ zu preisen. Nichts davon beeinträchtigt seinen Mut und seinen Erfindungsreichtum im Einsatz, doch sie unterstreichen Huntfords blumige Charakterisierung, wie sie in der Einleitung zitiert wird.